# Diocesi di Canelones
La diocesi di Canelones (in latino Dioecesis Canalopolitana) è una sede della Chiesa cattolica in Uruguay suffraganea dell'arcidiocesi di Montevideo. Nel 2021 contava 395.000 battezzati su 506.900 abitanti. È retta dal vescovo Heriberto Andrés Bodeant Fernández.

## Territorio
La diocesi comprende il dipartimento di Canelones.
Sede vescovile è la città di Canelones, dove si trova la cattedrale di Nostra Signora di Guadalupe.
Il territorio si estende su 4.532 km² ed è suddiviso in 34 parrocchie.

## Storia
La diocesi è stata eretta il 25 novembre 1961 con la bolla Peramplas partire di papa Giovanni XXIII, ricavandone il territorio dalla diocesi di San José de Mayo.

## Cronotassi dei vescovi
Si omettono i periodi di sede vacante non superiori ai 2 anni o non storicamente accertati.
- Orestes Santiago Nuti Sanguinetti, S.D.B. † (2 gennaio 1962 - 25 ottobre 1994 ritirato)
- Orlando Romero Cabrera (25 ottobre 1994 - 23 febbraio 2010 ritirato)
- Alberto Sanguinetti Montero (23 febbraio 2010 - 19 marzo 2021 ritirato)
- Heriberto Andrés Bodeant Fernández, dal 19 marzo 2021

## Statistiche
La diocesi nel 2021 su una popolazione di 506.900 persone contava 395.000 battezzati, corrispondenti al 77,9% del totale.
| anno | popolazione | popolazione | popolazione | presbiteri | presbiteri | presbiteri | presbiteri                | diaconi | religiosi | religiosi | parrocchie |
| anno | battezzati  | totale      | %           | numero     | secolari   | regolari   | battezzati per presbitero | diaconi | uomini    | donne     | parrocchie |
| ---- | ----------- | ----------- | ----------- | ---------- | ---------- | ---------- | ------------------------- | ------- | --------- | --------- | ---------- |
| 1966 | 250.000     | 255.326     | 97,9        | 70         | 35         | 35         | 3.571                     |         | 61        | 302       | 28         |
| 1968 | 245.565     | 272.850     | 90,0        | 58         | 27         | 31         | 4.233                     |         | 52        | 233       | 28         |
| 1976 | 300.000     | 315.823     | 95,0        | 63         | 32         | 31         | 4.761                     |         | 47        | 221       | 35         |
| 1980 | 309.000     | 331.723     | 93,2        | 62         | 23         | 39         | 4.983                     |         | 58        | 207       | 33         |
| 1990 | 341.000     | 361.000     | 94,5        | 53         | 23         | 30         | 6.433                     | 9       | 41        | 206       | 33         |
| 1999 | 399.000     | 443.660     | 89,9        | 40         | 27         | 13         | 9.975                     | 11      | 21        | 174       | 34         |
| 2000 | 354.928     | 443.660     | 80,0        | 37         | 25         | 12         | 9.592                     | 10      | 20        | 157       | 33         |
| 2001 | 365.821     | 443.660     | 82,5        | 38         | 26         | 12         | 9.626                     | 10      | 20        | 158       | 33         |
| 2002 | 362.850     | 443.660     | 81,8        | 39         | 24         | 15         | 9.303                     | 11      | 19        | 162       | 33         |
| 2003 | 354.928     | 443.660     | 80,0        | 47         | 26         | 21         | 7.551                     | 10      | 25        | 167       | 33         |
| 2004 | 354.928     | 443.660     | 80,0        | 44         | 24         | 20         | 8.066                     | 10      | 25        | 141       | 33         |
| 2006 | 337.000     | 450.000     | 74,9        | 39         | 23         | 16         | 8.641                     | 11      | 22        | 135       | 33         |
| 2013 | 368.000     | 492.300     | 74,8        | 42         | 24         | 18         | 8.761                     | 10      | 26        | 134       | 34         |
| 2016 | 388.155     | 497.866     | 78,0        | 43         | 26         | 17         | 9.026                     | 10      | 20        | 136       | 34         |
| 2019 | 392.510     | 503.460     | 78,0        | 37         | 25         | 12         | 10.608                    | 12      | 21        | 135       | 34         |
| 2021 | 395.000     | 506.900     | 77,9        | 55         | 25         | 30         | 7.181                     | 11      | 34        | 134       | 34         |